# Slovenian International
Slovenian International is een badmintontoernooi gehouden in Slovenië (voormalig Joegoslavië).
Het toernooi wordt sinds 1963 gehouden als internationaal badmintontoernooi, destijds onder Joegoslavische naam. Sinds 1993 wordt het toernooi georganiseerd onder Sloveense naam. Het toernooi doet mee in het BE Circuit.

## Winnaars
| Jaar      | Mannen enkel      | Vrouwen enkel       | Mannen dubbel                         | Vrouwen dubbel                         | Gemengd dubbel                       |
| --------- | ----------------- | ------------------- | ------------------------------------- | -------------------------------------- | ------------------------------------ |
| 1963      | Bernd Frohnwieser | Hilde Themel        | Bernd Frohnwieser Harald Pirsch       | Mariča Amf Meta Bogel                  | Bernd Frohnwieser Hilde Themel       |
| 1964      | Tomaž Pavčič      | Mariča Amf          | Oki Drinovec Jani Drinovec            | Mariča Amf Meta Bogel                  | Helmut Kraule Breda Križman          |
| 1965      | Michael Rawlings  | Meta Bogel          | Bernd Frohnwieser Harald Pirsch       | Johanna Holzer Nina Pomahacová         | Vladimir Zrno Alena Mládková         |
| 1966      | Franz Beinvogl    | Hilde Kreulitsch    | Franz Beinvogl Rupert Liebl           | Hilde Kreulitsch Anni Fritzer          | Bernd Frohnwieser Hilde Kreulitsch   |
| 1967      | Franz Beinvogl    | Irena Červenková    | Franz Beinvogl Jani Drinovec          | Hilde Kreulitsch Anni Fritzer          | Franz Beinvogl Inge Mönch            |
| 1968      | geen toernooi     | geen toernooi       | geen toernooi                         | geen toernooi                          | geen toernooi                        |
| 1969      | Otto Eckarth      | Lučka Križman       | Mitja Žorga Slavko Županič            | Marta Amf Vita Bohinc                  | Slavko Županič Lučka Križman         |
| 1970      | Danče Pohar       | Lučka Križman       | Otto Eckarth Rudi Mahin               | Lučka Križman Breda Križman            | Danče Pohar Mariča Amf               |
| 1971      | Franz Beinvogl    | Lučka Križman       | Otto Eckarth Erich Mader              | Lučka Križman Breda Križman            | Franz Beinvogl Vita Bohinc           |
| 1972      | Geen toernooi     | Geen toernooi       | Geen toernooi                         | Geen toernooi                          | Geen toernooi                        |
| 1973      | Stane Koprivšek   | Lučka Križman       | Gregor Berden Stane Koprivšek         | Lučka Križman Marta Amf                | Gregor Berden Marta Amf              |
| 1974      | Stane Koprivšek   | Ildikó Szabó        | Gregor Berden Stane Koprivšek         | Lučka Križman Marta Amf                | Gregor Berden Marta Amf              |
| 1975      | Otto Eckarth      | Lučka Križman       | Gregor Berden Slavko Županič          | Éva Cserni Ildikó Szabó                | János Cserni Éva Cserni              |
| 1976      | Gregor Berden     | Éva Cserni          | Stane Koprivšek Jani Caleta           | Erika Meisenhalter Herta Schwarz       | Gregor Berden Marta Amf              |
| 1977 1992 | Geen toernooi     | Geen toernooi       | Geen toernooi                         | Geen toernooi                          | Geen toernooi                        |
| 1993      | Hannes Fuchs      | Andrea Harsági      | Vladislav Druzchenko Valerij Strelcov | Elena Nozdran Ira Koloskova            | Valerij Strelcov Elena Nozdran       |
| 1994      | Jürgen Koch       | Irina Serova        | Fernando Silva Ricardo Fernandes      | Svetlana Alferova Elena Denisova       | Artur Khachaturyan Svetlana Alferova |
| 1995      | Denis Pešehonov   | Maja Pohar          | Stephan Schneider Markus Hegar        | Maja Pohar Urša Jovan                  | Andrej Pohar Maja Pohar              |
| 1996      | Pedro Vanneste    | Sandra Dimbour      | Manuel Dubrulle Vincent Laigle        | Andrea Dakó Melinda Keszthelyi         | Manuel Dubrulle Sandrine Lefèvre     |
| 1997      | Pedro Vanneste    | Joanne Muggeridge   | Kenny Middlemiss Russell Hogg         | Elinor Middlemiss Sandra Watt          | Kenny Middlemiss Elinor Middlemiss   |
| 1998      | Andrej Pohar      | Joanne Muggeridge   | Mark Manha Howard Bach                | Joanne Muggeridge Felicity Gallup      | Andrej Pohar Maja Pohar              |
| 1999      | Richard Vaughan   | Katja Michalowsky   | Manuel Dubrulle Vincent Laigle        | Corinne Jörg Fabienne Baumeyer         | Andrej Pohar Maja Pohar              |
| 2000      | Colin Haughton    | Anne Marie Pedersen | Mathias Boe Michael Jensen            | Britta Andersen Lene Mørk              | Mathias Boe Britta Andersen          |
| 2001      | Nabil Lasmari     | Maja Pohar          | Nikolay Zuev Stanislav Pukhov         | Jelena Schimko Marina Yakusheva        | Nikolay Zuev Marina Yakushevaa       |
| 2002      | Jürgen Koch       | Petya Nedelcheva    | Rasmus Andersen Carsten Mogensen      | Ekaterina Ananina Anastasia Russkikh   | Alexandr Russkikh Anastasia Russkikh |
| 2003      | Shoji Sato        | Jill Pittard        | Nikolay Zuev Nicholas Kidd            | Marina Yakusheva Jelena Schimko        | Simon Archer Donna Kellogg           |
| 2004 2007 | Geen toernooi     | Geen toernooi       | Geen toernooi                         | Geen toernooi                          | Geen toernooi                        |
| 2008      | Jan Vondra        | Linda Zechiri       | Michael Lahnsteiner Peter Zauner      | Emelie Lennartsson Emma Wengberg       | Vladimir Metodiev Gabriela Banova    |
| 2009      | Harry Wright      | Maja Tvrdy          | Jürgen Koch Peter Zauner              | Johanna Goliszewski Claudia Vogelgsang | Peter Zauner Simone Prutsch          |
| 2010      | Pablo Abián       | Lianne Tan          | Ruud Bosch Koen Ridder                | Natalia Pocztowiak Staša Poznanović    | Mao Hong Natalia Pocztowiak          |
| 2011      | Hsu Jen-Hao       | Carola Bott         | Łukasz Moreń Wojciech Szkudlarczyk    | Johanna Goliszewski Carla Nelte        | Zvonimir Đurkinjak Staša Poznanović  |